# Belcastro
Belcastro ist eine italienische Stadt in der Provinz Catanzaro in Kalabrien mit 1229 Einwohnern (Stand 31. Dezember 2023).

## Lage und Daten
Belcastro liegt 46 km nordöstlich von Catanzaro in Tal des Flusses Nasari. Die Nachbargemeinden sind Andali, Botricello, Cerva, Cutro (KR), Marcedusa, Mesoraca (KR) und Petronà.

## Sehenswürdigkeiten
Im Ort sind Reste einer Burg erhalten. In der ehemaligen Kathedrale des Bistums Belcastro befinden sich Wandschmuck und Silbergegenstände aus dem 16. Jahrhundert. In der Kirche der Pietà steht eine byzantinische Madonna. Sehenswert sind auch der Palazzo Poerio und das Casa Forino.